# Василівська сільська рада (Солонянський район)
| Василівська сільська рада — орган місцевого самоврядування у Солонянському районі Дніпропетровської області з адміністративним центром у с. Василівка. Сільській раді підпорядковані населені пункти: - с. Василівка - с. Антонівка - с. Дороганівка - с. Кам'яне - с. Новоселівка - с. Червонокам'яне |

## Склад ради
Рада складається з 16 депутатів та голови.

## Керівний склад сільської ради
| ПІБ                        | Основні відомості                                                                      | Дата обрання | Дата звільнення |
| -------------------------- | -------------------------------------------------------------------------------------- | ------------ | --------------- |
| Красюк Катерина Миколаївна | Сільський голова, 1960 року народження, освіта, позапартійна                           | 26.03.2006   | 31.10.2010      |
| Стадник Василь Григорович  | Сільський голова, 1973 року народження, освіта вища, член Комуністичної партії України | 31.10.2010   | 18.03.2012      |
| Ярошенко Юрій Васильович   | Сільський голова, 1968 року народження, освіта вища, член Партії регіонів              | 18.03.2012   |                 |

Примітка: таблиця складена за даними джерела